# Gompertshausen
Gompertshausen é uma vila e antigo município da Alemanha localizado no distrito de Hildburghausen, estado da Turíngia.  Pertence ao Verwaltungsgemeinschaft de Heldburger Unterland. Desde 1 de janeiro de 2019, faz parte do município de Heldburg.